# لیک (دهانه)

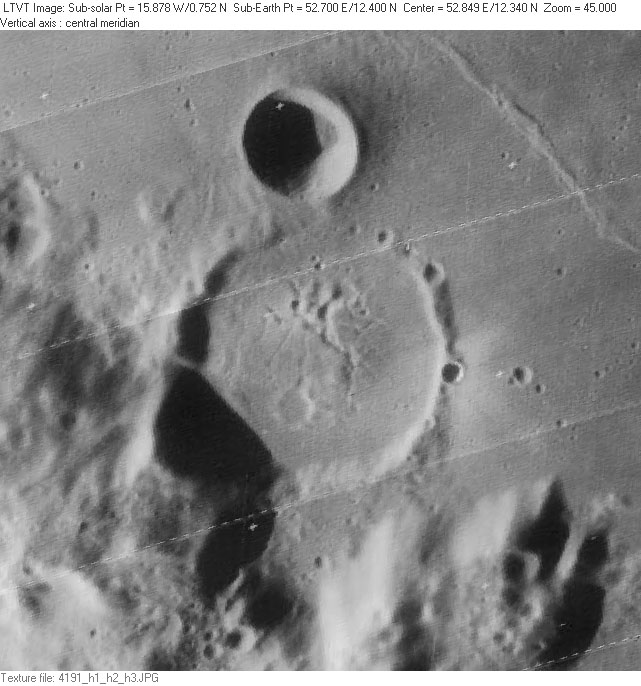
تصویری از دهانه لیک

لیک یک دهانه برخوردی در ماه‌ است.

## دهانه‌های اقماری
این دهانه ۹ دهانه اقماری دارد.
| Lick | عرض جغرافیایی | طول جغرافیایی | قطر          |
| ---- | ------------- | ------------- | ------------ |
| A    | ۱۱.۵° N       | ۵۲.۸° E       | ۲۳.۰ کیلومتر |
| C    | ۱۱.۵° N       | ۵۲.۰° E       | ۹.۰ کیلومتر  |
| B    | ۱۱.۲° N       | ۵۱.۴° E       | ۲۴.۰ کیلومتر |
| E    | ۱۰.۶° N       | ۵۰.۷° E       | ۸.۰ کیلومتر  |
| G    | ۱۰.۱° N       | ۵۰.۹° E       | ۵.۰ کیلومتر  |
| F    | ۱۰.۱° N       | ۵۰.۲° E       | ۲۲.۰ کیلومتر |
| K    | ۱۰.۲° N       | ۵۲.۸° E       | ۶.۰ کیلومتر  |
| L    | ۸.۷° N        | ۴۹.۰° E       | ۵.۰ کیلومتر  |
| N    | ۹.۷° N        | ۴۷.۹° E       | ۲۳.۰ کیلومتر |